# Pia Arke
Pia Arke, née Gant le 1er septembre 1958 et morte en mai 2007, est une artiste visuelle, performeuse, écrivaine et photographe groenlandaise (Kalaallit en groenlandais). Elle est connue pour ses autoportraits et photographies de paysages de Kalaallit Nunaat (Groenland), ainsi que pour ses peintures et écrits axés sur la colonisation et les relations ethniques et culturelles complexes entre le Danemark et le Groenland,. Tout au long de sa carrière, Pia a utilisé la métaphore de son propre patrimoine mixte («métis») comme prétexte pour décrire ces relations historiques, et aborder des thèmes tels que l'identité et la représentation des Autochtones de l'Arctique,. 

## Jeunesse
Arke née le 1er septembre 1958 à Ittoqqortoormiit dans le nord-est du Groenland d'un père danois (le télégraphiste Jørgen Gant) et d'une mère groenlandaise (Justine Piparajik Birgitte). Elle est élevée dans la région de Thulé au nord du Groenland et dans la ville méridionale de Qaqortoq, mais comme beaucoup d'enfants métis, elle n'a jamais appris à parler groenlandais. Elle vit avec sa famille à l'est puis à l'ouest du Groenland, où elle étudie dans des écoles de langue danoise. Lorsqu'elle a 13 ans, elle et sa famille déménagent au Danemark, avant de revenir au Groenland [réf. nécessaire]. 

## Formation
En 1987, Arke retourne à Copenhague, pour étudier à l'Académie royale des beaux-arts du Danemark où elle apprend la peinture avec Mogens Møller et Per Bak Jensen et obtient son diplôme en 1993. Cette même année, Arke entre au département de théorie et de communication de l'Académie royale danoise des beaux-arts de Copenhague. Elle y obtient un MFA en 1995 pour sa thèse Ethno-Aesthetics / Etnoæstetik qui critique avec force les stéréotypes occidentaux romantiques et primitivistes de l'art « esquimau », mettant en avant les problématiques de l'identité culturelle et de l'authenticité dans l'art.

## Carrière
À la fin des années 1980, Arke expose pour la première fois ses peintures. En 1988, l'artiste développe sa propre caméra à trou d'épingle (camera obscura) à taille humaine, faite à la main avec du pin et du contreplaqué, pour photographier les paysages du Groenland. Les résultats sont exposés dans son exposition Imaginary Homelands en 1990,. La structure a une petite trappe par laquelle l'artiste grimpe pour attacher un film photographique au mur du fond. La lumière de l'extérieur passe à travers un petit trou à l'extrémité opposée de l'enceinte. Pia reste dans la boîte le temps de l'exposition, utilisant son propre corps pour projeter son ombre sur la photographie.  
Dans l'introduction de Arctic Hysteria 1997, Iben Mondrup explique que son exposition a été appelée par provocation « l'hystérie arctique », pour mettre en avant cette maladie qui affecterait principalement les femmes autochtones. Ses expositions et les explications qui l'accompagnent ont encouragé le Danemark à réexaminer l'histoire coloniale du Groenland. Alors qu'elle a participé à plusieurs expositions durant sa vie, la première grande exposition de son travail au Danemark, Tupilakosaurus, n'a eu lieu qu'après sa mort (2010).Tupilakosaurus se compose de plus de 70 photographies, peintures, vidéos, installations et écrits.  
Son art et ses photographies revisitent les lieux où elle a vécu enfant, révélant la colonisation oppressive du Danemark.    

## Postérité
Pia Arke meurt d'un cancer en mai 2007 à l'âge de 48 ans. Ses livres ont été réédités et un film et une exposition ont été créés en 2010 au Musée national du Danemark.  L'exposition a ensuite été déplacée en Suède et au Groenland. Son livre de 1995 Ethno-Aesthetics and Stories from Scoresbysund (2003) est disponible en anglais, danois et groenlandais.  
Le Musée d'Art Moderne Louisiana, situé dans l'agglomération d'Humlebæk au Danemark, a acquis depuis son décès plusieurs de ses oeuvres.En 2022, le musée organise une rétrospective de son travail. Depuis son décès, Pia Arke a été reconnu comme une artiste groenlandaise majeure, particulièrement pour sa critique esthétique de l'histoire coloniale du Groenland. L'artiste kalaalleq Jessie Kleemann lui attribue par exemple la création d'un langage visuel pour parler du colonialisme l'ayant influencé dans sa pratique de la performance.  
Arke est aujourd'hui reconnue comme l'une des critiques de la postcolonisation les plus importants de la région nordique, grâce à sa recherche artistique s'étalant sur deux décennies.

## Expositions
- 2019 - 16e Biennale d'Istanbul : Le Septième Continent, organisée par Nicolas Bourriaud, au Musée Pera, Istanbul, Turquie[13]
- 2019 - Pia Arke: Wonderland, commissaire d'exposition Katrine Elise Pedersen, au Kunsthall Trondheim, Trondheim, Norvège[14]

## Œuvres publiées
- (da) Pia Arke, Ethno-aesthetics, Kunsttidsskriftet ARK, Pia Arke Selskabet & Kuratorisk Aktion, 2010, 79 p. (ISBN 978-87-993523-1-9, lire en ligne)
- Pia Arke, Stories from Scoresbysund : Photographs, Colonisation and Mapping, Pia Arke Selskabet and Kuratorisk Auktion, 2010, 283 p. (ISBN 978-87-993523-0-2, lire en ligne)
- Pia Arke, Tupilakosaurus : An Incomplete(Able) Survey of Pia Arke's Artistic Work and Research, 2012, 398 p. (ISBN 978-87-993523-3-3, lire en ligne)